# Borolia metasarca
Borolia metasarca là một loài bướm đêm trong họ Noctuidae.